# Barbut olivaci
El barbut olivaci (Cryptolybia olivacea) és una espècie d'ocell de la família dels líbids (Lybiidae) i única espècie del gènere Cryptolybia, si bé altres autors l'inclouen a Stactolaema .
Habita boscos del sud-est de Kenya, Tanzània, Malawi, nord de Moçambic i est de Sud-àfrica.